# Sergej Valer'evič Ivanov
Sergej Valer'evič Ivanov (in russo Сергей Валерьевич Иванов?; Čeboksary, 5 marzo 1975) è un ex ciclista su strada e dirigente sportivo russo.
Professionista dal 1996 al 2011, in carriera ha vinto sei titoli russi in linea, una Amstel Gold Race, un E3 Prijs Vlaanderen, un Tour de Pologne e due tappe al Tour de France. Dal 2013 al 2016 è stato direttore sportivo per il team Gazprom-RusVelo (già RusVelo).

## Carriera
Passa professionista nel 1996 a soli 21 anni dopo aver conquistato la medaglia di bronzo ai Campionati europei Under-23. Nel 2002 arriva secondo all'Amstel Gold Race, preceduto solo dal compagno di squadra Michele Bartoli. Da quel giorno l'Amstel diventa uno degli obiettivi principali di Ivanov: nel marzo del 2009, a 34 anni, riesce finalmente a centrare la vittoria nella classica olandese.
Altri successi di rilievo sono state anche le due vittoria di tappa conseguite al Tour de France, la 9ª del Tour de France 2001 e la 14ª del Tour de France 2009. In questa seconda occasione, dopo una lunga fuga con altri undici corridori, è riuscito a staccare gli avversari a pochi chilometri dall'arrivo tagliando da solo il traguardo di Besançon.

## Palmarès
- 1995 (Dilettanti)

Classifica generale Vuelta Ciclista a Navarra
- 1996 (Lada-Samara, dieci vittorie)

5ª tappa Rapport Toer
10ª tappa Rapport Toer
3ª tappa Giro del Capo
1ª tappa Vuelta a los Valles Mineros
4ª tappa Vuelta a los Valles Mineros
9ª tappa Vuelta a los Valles Mineros
5ª tappa Tour de l'Avenir
10ª tappa Tour de l'Avenir
1ª tappa Tour de Bulgarie
4ª tappa Tour de Bulgarie
- 1997 (TVM-Farm Frites, una vittoria)

4ª tappa Wien-Grabestein-Gresten-Wien (Gresten > Gresten)
- 1998 (TVM-Farm Frites, sei vittorie)

Bruxelles-Ingooigem
Campionati russi, Prova in linea
Druivenkoers
5ª tappa Tour de Pologne (Wisła > Cieszyn)
8ª tappa Tour de Pologne (Wieliczka > Wieliczka)
Classifica generale Tour de Pologne
- 1999 (TVM-Farm Frites, tre vittorie)

2ª tappa Circuit de la Sarthe (Sillé-le-Guillaume > Château-du-Loir)
Campionati russi, Prova in linea
Druivenkoers
- 2000 (Farm Frites, quattro vittorie)

E3 Prijs Vlaanderen
Campionati russi, Prova in linea
6ª tappa Tour de Pologne (Szklarska Poręba > Karpacz)
7ª tappa Tour de Pologne (Piechowice > Karpacz)
- 2001 (Fassa Bortolo, tre vittorie)

4ª tappa Giro della Riviera Ligure di Ponente (Savona > Savona)
6ª tappa Tour de Suisse (Mendrisio > Mendrisio)
9ª tappa Tour de France (Pontarlier > Aix-les-Bains)
- 2002 (Fassa Bortolo, due vittorie)

Trofeo Luis Puig
4ª tappa Ronde van Nederland (Arnhem > Sittard-Geleen)
- 2003 (Fassa Bortolo, una vittoria)

5ª tappa Giro del Lussemburgo (Wiltz > Diekirch)
- 2005 (T-Mobile Team, due vittorie)

Campionati russi, Prova in linea
4ª tappa Tour of Britain (Buxton > Nottingham)
- 2008 (Astana Pro Team, due vittorie)

Campionati russi, Prova in linea
Classifica generale Tour de Wallonie
- 2009 (Katusha Team, quattro vittorie)

Amstel Gold Race
1ª tappa Giro del Belgio (Tervuren > Tervuren)
Campionati russi, Prova in linea
14ª tappa Tour de France (Colmar > Besançon)

### Altri successi
- 1996 (Lada-Samara)

Classifica a punti Tour de l'Avenir
Classifica scalatori Tour de l'Avenir
- 1998 (Farm Frites)

Grand Prix Belsele-Puivelde (Criterium)
Bruxelles-Ingooingen (Criterium)
- 2010 (Katusha Team)

Classifica a punti Giro del Lussemburgo

## Piazzamenti

### Grandi Giri
- Tour de France

1998: ritirato
2000: ritirato
2001: ritirato (12ª tappa)
2002: 81º
2004: 57º
2007: non partito (16ª tappa)
2010: 109º
- Vuelta a España

1997: 24º
2003: 103º

### Competizioni mondiali
- Campionati del mondo

San Sebastián 1997 - In linea Elite: 65º
Valkenburg 1998 - In linea Elite: 35º
Plouay 2000 - In linea Elite: ritirato
Lisbona 2001 - In linea Elite: 34º
Zolder 2002 - In linea Elite: 34º
Verona 2004 - In linea Elite: ritirato
Madrid 2005 - In linea Elite: 61º
Mendrisio 2009 - In linea Elite: 19º
- Giochi olimpici

Sydney 2000 - In linea: 35º
Pechino 2008 - In linea: 77º